# بلنی خارسر کوتوله
بلنی خارسر کوتوله (Acanthemblemaria paula) گونه‌ای از بلنی‌های پرچمی است که در صخره‌های مرجانی اطراف بلیز، در غرب اقیانوس اطلس مرکزی یافت می‌شود. حداکثر طول آن می‌تواند به ۱٫۸ سانتیمتر (۰٫۷۱ اینچ) برسد.